# Franz Xaver Pecháček
Franz Xaver Pecháček (Viena, 1795 - Karlsruhe, 1840) fou un compositor i violinista austríac. Era fill del compositor František Martin Pecháček (1763-1821) i feu uns progressos tan ràpids en el violí, que encara era un nen quan se'l va admetre a tocar davant la cort imperial. Als vuit anys donà dos concerts a Praga i el 1818 fou cridat a Hannover com a primer violí d'aquella cort. El 1827 passà a Karlsruhe com a director de concerts del gran duc de Baden, i el 1832 efectuà una gira artística fent-se escoltar a París, però allà no assolí l'èxit esperat. Publicà nombroses composicions (algunes de les quals han estat confoses amb les del seu pare), entre elles: poloneses per a violí i orquestra, temes variats per a violí i orquestra, popurris, quartets per a instruments d'arc, duo concertant per a dos violins, etc.